# Arnulfova utrdba
Arnulfova utrdba (nemško Hetzelburg) so ruševine višinskega gradu v občini Možberk na Koroškem.

## Zgodovina
Bronastodobne najdbe potrjujejo, da gre za starodavno poselitveno območje.
Prva dokumentirana omemba gradu oziroma utrdbe sega v leto 879.
V obdobju po letu 1100 do druge polovice 15. stoletja so bili kot lastniki izpričani goriški palatinski grofi. Leta 1501  so jih nasledili Habsburžani, ki so posest dali takoj v fevd  rodbini Ernauskih do 1630, od leta 1633  baronom Kronegg in leta 1733 grofom Goëss.
Po izgradnji novega gradu v začetku 16. stoletja je Hetzelburg vse bolj propadal.

## Gradišče na treh gričih
Severozahodno od Možberške Mitterteich se dvigajo trije griči z Arnulfovo utrdbo, ljudsko znano kot "Mosaburch".
Na severu je grič Raut, na jugozahodu Turnerjev grič in na jugovzhodu Arnulfov grič. Gre za obsežen, deloma dotrajan kompleks, ki ga sestavljajo trije ločeni stavbni kompleksi: na griču Rautu je najstarejša utrdba karolinški "heribergium", na Turnerjevem griču dejanski glavni grad iz 12.–14. stoletja in na Arnulfovem griču »Arnulfov stolp«, obdan z Beringom, sedežem gradiščanskega grofa iz 13. stoletja. To je stolp z dva metra debelimi stenami in kvadratnega tlorisa s stranicami 12 metrov. Na zahodni strani je stolp ohranjen do višine dobrih 12 metrov. Glavno stavbo je sestavljala trdnjava z dvema prostoroma in dvoriščem, obrnjenim proti jugu, obdanim z Beringom. Dva metra visoko obzidje iz lomljenega kamenja iz 12. stoletja predstavlja najnižji del palasa in beringa iz 13. stoletja. Verjetno je bil kompleks šele v poznem srednjem veku združen v veliko utrdbo.
Bergfrid je bil ponovno izmerjen leta 2002 po obnovi s strani Karolinškega združenja: dolžine stranic so: sever: 11,42 m, jug: 11,43 m; vzhod: 11,38 m, zahod: 11,39 m. Debelina zidu je med 2,1 in 2,25 m.
Dostop do območja lastnik prepoveduje.